# Hans Heinrich Joost
Hans Heinrich Joost (* 11. Januar 1903 in Ülsbyholz, Provinz Schleswig-Holstein; † unbekannt) war SS-Obersturmführer und Leiter der Außenstelle Ahlem der Staatspolizeileitstelle Hannover (Stapo Hannover). Unter seinem Kommando wurde im April 1945 ein Endphaseverbrechen auf dem Seelhorster Friedhof ausgeführt.

## Laufbahn
Seine polizeiliche Laufbahn begann im Jahre 1922 in Hamburg. Nach der Absolvierung des Kommissarslehrgangs in Berlin-Charlottenburg wurde er im Jahre 1936 zur Staatspolizeileitstelle Hannover (Geheimen Staatspolizei Hannover) versetzt, in deren Dienst er freiwillig trat. Zum 10. Januar 1937 trat er der SS bei (SS-Nummer 290.704). Im Zweiten Weltkrieg wurde er Mitte 1943 zum Kommandeur der Sicherheitspolizei (KdS) in Krakau versetzt, wo er als Kriminalkommissar zur Probe (KK z. P.) tätig war. Nach Hannover zurückgekehrt, übernahm er 1943 die Leitung des Referats II R (Ostarbeiter), das ab April 1944 in Referat IV c2 umbenannt wurde. Zum 20. April 1944 wurde er zum Obersturmführer befördert.

## Mord an ausländischen Gefangenen
Nach Angaben von Mitarbeitern der Gestapo Hannover ging Joost im Verhör mit Gefangenen immer dann mit brutaler Gewalt vor, wenn diese die Anschuldigungen nicht gestehen wollten. Als 1945 Joost das Kommando über die Außenstelle Ahlem der Gestapo Hannover übernahm, hatte er zudem die Befehlsgewalt über das dortige Polizei-Ersatzgefängnis.
Am 3. April 1945 erhielt Joost vom Leiter der Gestapo Hannover SS-Obersturmbannführer Johannes Rentsch den Befehl, ein Hinrichtungskommando zusammenzustellen. Auf dem Stadtfriedhof Seelhorst sollten Gefangene aus dem Polizei-Ersatzgefängnis Ahlem und dem Arbeitserziehungslager Lahde erschossen werden. Ein Kommando aus SS-Männern der Gestapo Hannover ermordete am 6. April 1945 die 154 ausgesonderten Gefangenen. Joost ließ einen Untergebenen die Hinrichtungen ausführen und war auf dem Friedhof während der Erschießungen nicht anwesend.

## Britisches Militärgericht
1945 befragte ein Kommando der 7. US-Armee unter Major James W. Boost vorhandene Zeugen und übernahm die Strafverfolgung des Mordes an den Gefangenen. Im Jahre 1947 trat dann das britische Militärgericht der 5. Division in Braunschweig zusammen. Am 14. April 1947 verurteilte das Gericht drei SS-Männer (Adolf Methfessel, Reinhold Plünnecke und Kurt Rasche) zum Tode durch Erhängen. Das Urteil gegen Rasche und Methfessel wurde vollstreckt. Plünneckes Urteil wurde später in lebenslängliche und dann in 15-jährige Haft umgewandelt.
Joost wurde 1948 von einem britischen Militärgericht in Hamburg zu zwei Jahren Haft verurteilt. Er hatte sich als reinen Befehlsempfänger dargestellt, der zu keinen rohen Gewaltakten fähig gewesen sei. Somit konnte Joost noch eine Minderung seiner Strafe von fünf Monaten erreichen. Das Spruchgericht in Bielefeld verurteilte ihn am 21. April 1950 zu einem Jahr Gefängnis, wobei seine Internierungshaft von neun Monaten angerechnet wurde.